# Anna Szczepaniak

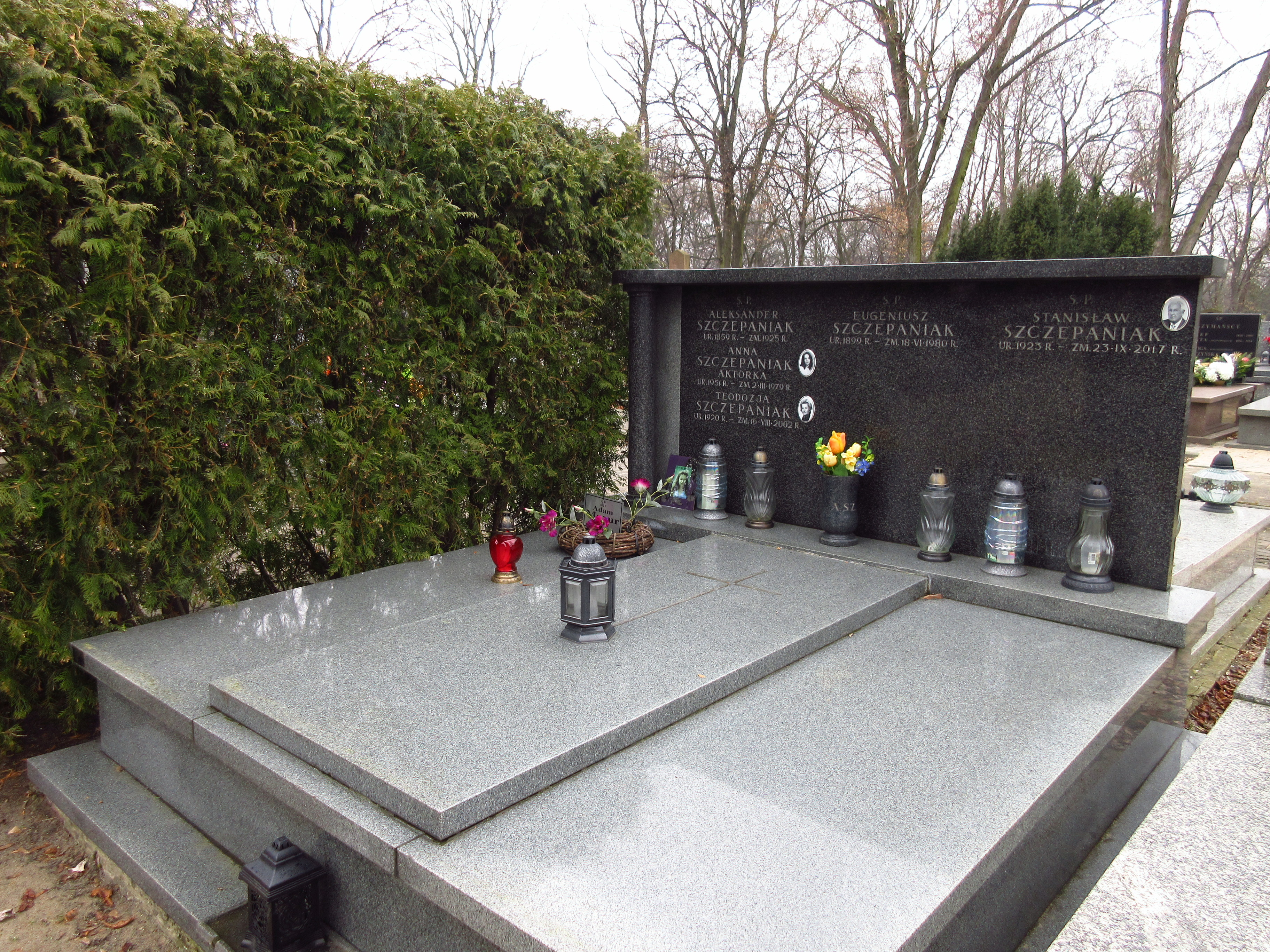
Grób Anny Szczepaniak na cmentarzu Bródnowskim

Anna Blandyna Szczepaniak (ur. 16 kwietnia 1951 w Warszawie, zm. 2 marca 1979 tamże) – polska aktorka.

## Życiorys
Anna Blandyna Szczepaniak urodziła się 16 kwietnia 1951 roku w Warszawie jako córka Stanisława i Teodozji z domu Kukuła. Po zdaniu egzaminu dojrzałości rozpoczęła studia na Wydziale Inżynierii Budowlanej Politechniki Warszawskiej, lecz po trzech miesiącach zrezygnowała z nich, a naukę kontynuowała na Wydziale Aktorskim Państwowej Wyższej Szkoły Teatralnej w Warszawie, którą ukończyła w 1974 roku. W latach 1974–1978 występowała w Teatrze Polskim w Warszawie, a od 1 marca 1978 roku w Teatrze Syrena. Najbardziej znana jest z roli Wieśki, koleżanki ze studiów Ani (Irena Szewczyk), w serialu Daleko od szosy.
Przez jakiś czas była związana z aktorem Andrzejem Strzeleckim. Popełniła samobójstwo – wyskoczyła przez okno budynku 2 marca 1979 roku pod wpływem śmierci innego aktora, Andrzeja Antkowiaka, w którym była zakochana. Została pochowana na cmentarzu Bródnowskim (kwatera: 42 B-5-1/2).

## Filmografia
- 1978: Życie na gorąco jako Rosetta w odcinku 8 „Rzym”
- 1978: Znaki zodiaku
- 1978: Opinia jako żona Josty
- 1978: Biały mazur
- 1977: Około północy jako Krysia, dziewczyna Suszki
- 1977: Przed burzą
- 1977: Honor bez motywów
- 1977: Krzyżówka jako Dalia Reynolds
- 1976: Złota kaczka jako królewna
- 1976: Polskie drogi jako Zosia, kobieta pomagająca Michelowi w ucieczce w odcinku „Rocznica”
- 1976: Daleko od szosy jako Wieśka, koleżanka Ani w odcinkach: 3. „Ania”, 4. „Oczekiwanie”, 5. „Pod prąd”, 6. „Egzamin”, 7. „We dwoje”
- 1975: Dom moich synów jako sekretarka Wiktora Góreckiego
- 1975: Dzień słodkiej śmierci jako Barbara Mączak, kochanka Rękasa
- 1975: Horsztyński jako Amelia
- 1974: Trzy siostry jako Natalia
- 1974: Zapis zbrodni jako kelnerka

Źródło: Filmpolski.pl.

## Teatr
- 1979: Wielki Dodek jako Hanka, Teatr Syrena, Warszawa
- 1977: Przy pełni księżyca jako Wala, Teatr Polski, Warszawa
- 1976: Specjalność zakładu jako Ewa, Teatr Polski, Warszawa
- 1976: Ballada o liliach, słuchowisko
- 1976: Antoniusz i Kleopatra jako Charmian, Teatr Polski, Warszawa
- 1975: Otello jako Blanka, Teatr Polski, Warszawa
- 1975: Mazepa jako szlachcianka, Maska, Teatr Polski, Warszawa
- 1974: Irkucka historia jako pielęgniarka, PWST, Warszawa
- od sezonu 1974/1975: Rumcajs jako Anka, Teatr Polski, Warszawa
- od sezonu 1974/1975: Na szkle malowane jako dziewczyna, Teatr Polski, Warszawa
- od sezonu 1974/1975: Tragedia optymistyczna jako kobieta, Teatr Polski, Warszawa
- 1973: Moralność pani Dulskiej jako Hanka, Teatr Polski, Warszawa
- 1973: Wyzwolenie jako Maska 5, i jako Muza, PWST, Warszawa

Źródło: Encyklopedia Teatru.

## Radio
- 1977: Serca ocalone, Teatr Polskiego Radia
- 1975: Jaworowa baśń, Teatr Polskiego Radia
- 1975: Podróż, Teatr Polskiego Radia

Źródło: Encyklopedia Teatru.